# زفتية بندقية الأوراق
زفتية بندقية الأوراق أو البابتشي (الاسم العلمي: Cullen corylifolium)، عشبة تتواجد في أجزاء كثيرة من الهند. الأجزاء المستعملة منها هي البذور
المكونة في النبتة. فالبذور هي الجزء الناشط من بين كل أجزاء النبتة. تحتوي على زيت ثابت، والراتنج إضافة إلى القلويدات.
خصائص العشبة:
عطرية، مضادة للجراثيم وللديدان، معرقة، مدرة للبول، وملينة، منشطة، مثيرة للشهوة الجنسية.
كانت تستعمل في اليونان للأمراض الجلدية، ولا سيما يوكوديرما، ومكافحة السودا، حميات، من أجل التخلص من الديدان، مهدئ لقرحة الداخلية.
الجرعة :
خمسة جرامات من المسحوق مرتين يوميا قبل وجبات الطعام مع بعض الكزبرة والعسل
الاستعمالات :
يستعمل العشب في الدرجة الأولى للأمراض الجلدية وهي فعالة جدا في علاج الجذام.
ويستخدم مسحوق من البذور لعلاج الجذام ويوكوديرما داخليا. ويطبق أيضا في شكل معجون أو مرهم خارجيا.
وقد تم استخدام الزيوت الموجودة في البذور بنجاح في حالة يوكوديرما والصدفية.
وقد تبين أنها تحسن لون البشرة (بما في ذلك إزالة البقع البيضاء)، والشعر، والأظافر.
يتم تحضير مرهم بواسطة الجمع بين جزء واحد من المستخرجات الكحولية من البذور مع زيت شولموغرا وجزئين من اللانولين يكون فعالا في علاج يوكوديرما، الجذام الأبيض، والصدفية، وغيرها من الشروط والحموية. ويمكن استخدام الزيت على حد سواء داخليا أو على شكل مرهم بسيط خارجيا.
يمكن فرك الزيت بلطف مرة أو مرتين يوميا. ويمكن زيادة نسبة من المكونات النشطة إذا لزم الأمر.
كما تستخدم بذور لصنع زيتا عطريا. كما أنها تستخدم للدغة العقرب، وعضة ثعبان.
لا تؤخذ العشبة عندما تكون نسبة السوائل في الجسم منخفضة؛ لا تستخدم مع جذر عرق السوس